# Autokracie
Autokracie (z řec. αὐτός – sám, κρατειν – vládnout, tedy samovláda) je v politickém významu slova forma vlády, ve které je držitelem veškeré moci autokrat – buď jednotlivec (monokracie), nebo úzká a sociálně uzavřená skupina lidí. Autokracie je často chápána jako mechanismus moci založený na mocenské dominanci jednoho člověka nebo výrazně vymezené skupiny osob, ve kterých je legitimita ostatních státních orgánů závislá na jeho/její vůli.
Podle osoby nebo skupiny vládců rozlišujeme několik typů autokracie:
- monokracie (monarchie) - vláda jednotlivce resp. rodiny,
- oligarchie - vláda vybraných osob (bohatých, původem vyšších a pod.);
  - aristokracie - vláda šlechty,
  - hierokracie (teokracie) - vláda duchovních[2],
  - plutokracie - vláda bohatých.

Řecký filosof Aristotelés neviděl v autokracii, tedy vládě jednoho či více suverénů, nutně špatnou formu vlády – tu odděloval od dobrých forem podle toho, zda jejich uplatnění směřovalo nutně a nevyhnutelně k dobrému (monarchie, aristokracie) či špatnému (tyranie, oligarchie) cíli. V soudobé politické praxi je možné zdůraznit poznatek, že autokracie má v některých svých případech tendenci uchylovat se k diktátorským formám vládnutí.
Podle Giovanni Sartoriho je autokracie opakem demokracie.